# Nilma Bentes
Raimunda Nilma de Melo Bentes, mais conhecida como Nilma Bentes (Belém, 28 de janeiro de 1948), é uma engenheira agrônoma, escritora e ativista brasileira pelos direitos da mulheres e dos negros, pioneira na criação de entidades e movimentos pelos direitos das minorias em seu estado e no país, iniciados já no final da década de 1970.

## Biografia
Filha de mãe negra e pai branco, Nilma desde nova sofreu com o preconceito, ao frequentar escolas onde pessoas de cor eram uma exceção;  Formou-se em agronomia pela Universidade Federal Rural da Amazônia no ano de 1971 e trabalhou no Banco da Amazônia no setor de financiamentos rurais por vinte e seis anos.
Foi uma das fundadoras do Centro de Estudos e Defesa do Negro do Pará (Cedenpa) e uma das idealizadoras da Marcha das Mulheres Negras que, em 2015, levou a Brasília mais de cinquenta mil manifestantes; uma luta que, segundo ela, enfrenta "o machismo do movimento negro e o racismo do movimento feminista".
Sobre as dificuldades do negro no Brasil ela afirma: “Penso que um dos maiores desafios ainda é fazer a população negra gostar de ser negra, o que significa, basicamente, vencer integralmente as ideologias de inferioridade racial, democracia racial e necessidade de embranquecimento para ser aceito”; e pondera: "Estamos buscando caminhos estratégicos para fazer com que a população negra se sinta igual, que ela se goste – evidente que não se deve defender o negro pelo negro, nem mulher pela mulher. Sabemos que há negros fascistas, inclusive na África; há negros que combatem negros e existem mulheres cruéis. Nunca vai haver unanimidade, mas temos que honrar nossa ancestralidade, aquela que nos fez sobreviver para seguir na luta."